# Dansk velfærdsreform 2006
Velfærdsreformen eller velfærdsaftalen i Danmark i 2006 var et politisk forlig om en række ændringer i velfærdssamfundet med henblik på at forbedre den finanspolitiske holdbarhed og dermed gøre Danmark mere klar til de udfordringer, der ligger i fremtiden. Den blev senere efterfulgt af tilbagetrækningsreformen i 2011, som fremrykkede nogle af beslutningerne i velfærdsaftalen.

## Baggrund
Igennem en længere årrække inden 2006 havde en lang række fremtrædende økonomer, herunder vismændene ment at der burde laves en gennemgribende velfærdsreform. Baggrunden var at det på daværende tidspunkt blev vurderet, at Danmarks finanspolitik ikke var holdbar på grund af forventede svækkede offentlige finanser i de kommende årtier. Den vigtigste grund var at befolkningssammensætningen i løbet af de følgende årtier forventedes at ville ændre sig kraftigt. Det ville betyde at der ville komme flere ældre, som skal forsørges, samtidigt med at der forventedes at blive færre i den arbejdsdygtige alder. Velfærdskommissionen vurderede, at arbejdsstyrken frem til 2040 ville falde med 350.000 eller en 1/6 hvis ikke der blev lavet reformer. Denne vurdering byggede på DREAMs daværende befolkningsfremskrivninger. Disse er siden blevet justeret på forskellig vis. Endvidere forudså kommissionen, at globaliseringen vil stille større og større krav til vores evne til at konkurrere og at det måske ikke længere vil være muligt at gøre tingene som tidligere. Der bliver allerede i dag flyttet arbejdspladser til udlandet og hvis uddannelsesniveauet i Danmark ikke er højt nok, kan vi få svært ved at klare os i den internationale konkurrence. Derudover kan der komme pres på skatter, som let kan flyttes til udlandet, hvilket kan være med til at mindske statens indtægter. For at imødegå disse udfordringer lagde Velfærdskommissionen op til en række tiltag for at forbedre fremtidsudsigterne på disse områder.

## Historie
Som sagt havde økonomer i en længere årrække forslået at der skulle laves gennemgribende reformer for at vi kan klare de fremtidige udfordringer. Derfor nedsatte regeringen den 23. september 2003 en velfærdskommission med den tidligere vismand Torben M. Andersen i spidsen , der skulle komme med forslag til reformer. Igennem de næste år udgav kommissionen flere delrapporter for at undersøge forskellige aspekter af problemstillingen. I december 2005 kom så kommissionens endelige rapport med en række forslag til reformer, der efter dens mening ville gøre Danmark klar til fremtidens udfordringer. Blandt forslagene var fjernelse af efterlønnen og hævelse af pensionsalderen. Rapporten blev stort set kritiseret fra alle politiske partier som værende for vidtgående, bl.a. mente Anders Fogh Rasmussen at kommissionen var "politisk tonedøv" når de kom med forslag om skatteomlægninger.
Egentlig var det meningen at regeringen herefter skulle komme med sit udspil til reformer i februar/marts, men det blev forsinket på grund af Muhammed-konflikten. Derfor kom regeringen først med et udspil i starten af april, som bl.a. indebar en forøgelse af efterlønsalderen til 63. Udspillet blev dog kritiseret af flere økonomer for ikke at være vidtrækkende nok. I løbet af foråret gik forhandlingerne så i gang.

## Holdninger til reform
Både blandt de politiske partier og i befolkningen var der store forskelle i holdningen til velfærdsreformen. Blandt de politiske partier var det specielt Det Radikale Venstre og Det Konservative Folkeparti der støttede forslaget om velfærdsreformer. Derimod var Enhedslisten og SF imod enhver form for forringelse af velfærdsordningerne. Også Dansk Folkeparti var stærkt kritiske overfor reformerne, men forventedes dog at være med i det endelige forlig. Socialdemokraterne og Venstre var som udgangspunkt for reformerne, men ønskede dog ikke at de skulle være for voldsomme.
Fagbevægelsen med LO i spidsen opponerede sammen med elev- og studenterbevægelsen voldsomt mod velfærdsreformen, men endte dog med i vid udstrækning at anerkende forliget.

## Velfærdsforlig
Den 20. juni 2006 blev et forlig indgået om en velfærdsreform med deltagelse af regeringen (Venstre og Det konservative Folkeparti), Socialdemokraterne, Det Radikale Venstre og Dansk Folkeparti.
Forliget indebar at efterlønsalderen fra 2019 til 2022 løbende hæves til 62 og pensionsalderen hæves til 67 fra 2024 til 2027. Det betød at folk der ved udgangen af 2006 var over 48 år, ikke blev berørt af ændringerne i tilbagetrækningsalderen. Derefter var det meningen at der fra 2025 hvert 5. år skal ske tilpasninger så efterlønsalderen og pensionsalderen tilpasses danskernes levetid.
Udover ændringer i tilbagetrækningsalderen var der flere initiativer der skal få ledige hurtigere i arbejde, samt sørge for at indvandrere bliver mere integreret på arbejdsmarkedet. Derudover ville man forsøge at få de studerende hurtigere igennem uddannelsessystemet, bl.a. ved at give universiteterne økonomiske incitamenter til at understøtte færdiggørelse til normeret tid. Indenfor uddannelse lå der også initiativer der skal få flere unge til at tage en ungdomsuddannelse samt styrke efteruddannelsen. Som følge af aftalen blev det også besluttet at de offentlige forskningsbevillinger i 2010 skulle øges til 1% af BNP. Udover den samlede aftale lavede Dansk Folkeparti og regeringen også en separat aftale omkring indvandring, som bl.a. betyder indførelse af en green card-ordning.
Som følge af aftalen forventedes det at der i 2040 vil være 125.000 flere i arbejde og et BNP på 20.000 mere pr. person end hvis der ikke var lavet et velfærdsforlig.

## Reaktioner
Efter indgåelsen af aftalen var der generelt positive reaktioner fra forligspartierne. Anders Fogh Rasmussen kaldte forliget historisk. I forhold til regeringens oprindelige forslag mente alle parter at de havde været med til at trække i den retning. Marianne Jelved havde dog gerne set at reformen også havde indeholdt en skattereform, mens Pia Kjærsgaard sagde at aftalen er net, men ikke prangende.
Fra SF og Enhedslisten, som ikke var med i aftalen, lød der kritiske røster. Enhedslisten kaldte forliget fantasiløst , mens SFs Villy Søvndal mente at Helle Thorning-Schmidt burde have afvist forliget. Fra arbejdsmarkedets organisationer var der forskellige meldinger. LO var generelt tilfredse, mens DA ønskede flere initiativer der øgede arbejdsudbuddet på kort sigt.

## Eksterne ressourcer
- Resume af velfærdsreformen fra finansministeriet Arkiveret 9. juni 2007 hos  Wayback Machine
- Den samlede aftale fra finansministeriet Arkiveret 13. juni 2010 hos  Wayback Machine